# Joan Simon (músic)
Joan Simon o Ioan Simó, va ser un organista, compositor, filòsof i teòleg Català. Va néixer a Abrera a finals del segle xvi i va morir al 1645 a Montserrat
No consta on realitzà la seva formació musical. Probablement esdevingué organista del monestir de Montserrat en l'època dels mestres Bernat Baretja i Joan Marc. Baltasar Saldoni l'esmenta en dos textos genèrics, però molt laudatoris, que versen sobre les excel·lències musicals i intel·lectuals de Joan Simón.
Probablement és el Ioan Simon que promocionà l'edició de llibres sobre religió que edita la impremta de Gaspar Garrich a la ciutat de Girona en aquells anys.